# Sarcos-Raytheon XOS
Sarcos-Raytheon XOS é um projeto de dez milhões de dólares de um exosqueleto militar. É um sistema servo mecânico que aumenta o rendimento muscular do usuário.
Traje robô em desenvolvimento é formado por uma série de sensores que transformam os movimentos do piloto em movimentos dos músculos hidráulicos colocados nos braços e pernas. Com isso o usuário pode multiplicar sua força de forma assombrosa e manejar facilmente objetos de 90 quilos com facilidade. Estima-se que a sensação é muito parecida à de levantar uma décima parte do peso real.